# Autoritatea pentru Administrarea Sistemului Național Antigrindină și de Creștere a Precipitațiilor
Autoritatea pentru Administrarea Sistemului Național Antigrindină și de Creștere a Precipitațiilor, acronim AASNACP, este o instituție publică de interes național din România, aflată în subordinea Ministerul Agriculturii și Dezvoltării Rurale.

## Istoric
Originile instituționale ale Autorității pentru Administrarea Sistemului Național Antigrindină și de Creștere a Precipitațiilor (AASNACP) pot fi urmărite până în anii 1980, când au fost inițiate primele cooperări bilaterale româno-sovietice în domeniul influențelor active asupra proceselor atmosferice în zona de frontieră dintre România și Republica Sovietică Socialistă Moldovenească.
Un moment de cotitură a fost semnarea unui acord interstatal în anul 1988, ilustrat și în fotografiile istorice păstrate de inginerul și cercetătorul din fosta URSS  Leonid Abramovici Dinevici, prezent în delegația moldovenească. La momentul semnării,  Leonid Abramovici Dinevicii deținea funcția de șef al Serviciului paramilitar pentru influențe active asupra proceselor hidrometeorologice (Serviciul Special pentru Influențe Active asupra Proceselor Hidrometeorologice) din cadrul Comitetului de Stat pentru Hidrometeorologie al Republicii Moldova. Evenimentul a marcat o colaborare științifică avansată între specialiști din România și URSS, având ca obiectiv coordonarea lucrărilor de combatere a grindinei. Acordul a fost semnat din partea Uniunii Sovietice de prof. S. P. Sedunov, prim-vicepreședinte al Goskomhidromet (Comitetul de Stat pentru Hidrometeorologie), iar din partea română de dr. Bucinski, președintele Serviciului Hidrometeorologic din România.
Semnarea acestui document a coincis cu darea în exploatare a radarului meteorologic MRL-5, destinat Administrația Națională de Meteorologie  din România. Această realizare tehnologică de referință a permis inițierea primelor încercări de digitizare a datelor meteorologice în scopul îmbunătățirii prognozelor atmosferice. Informațiile furnizate de radar au fost corelate cu datele transmise de sateliții meteorologici, contribuind la un progres semnificativ în analiza și anticiparea fenomenelor convective severe. 
După semnarea acordului, partea română a avut dificultăți în stabilirea structurii administrative sub care să funcționeze aceste activități. Divergențele dintre opțiunea militarizării activităților (prin Ministerul Apărării) și cea a creării unei autorități civile independente au dus la o întârziere semnificativă în implementarea sistemului.  (Informația și pozele au  fost oferite de  Leonid Abramovici Dinevici) 
Demersurile oficiale pentru instituționalizarea activităților de intervenții active în atmosferă în România s-au reluat la începutul anilor 2000, sub conducerea generalului (r) Samoilă Stoica, recunoscut drept fondatorul Sistemului Național Antigrindină și de Creștere a Precipitațiilor din România. Sub coordonarea sa, a fost inițiat un program național destinat protejării agriculturii românești împotriva fenomenelor meteorologice extreme, în special grindina, program care a evoluat într-un element-cheie al infrastructurii de apărare agricolă a țării.
Astfel, în anul 2004 a fost demarată activitatea operațională a sistemului antigrindină, cu 12 puncte de lansare a rachetelor antigrindină. Consolidarea instituțională a fost realizată prin adoptarea Legii nr. 173/2008, care a oferit cadrul legal pentru desfășurarea intervențiilor active în atmosferă, inclusiv pentru combaterea grindinei și stimularea precipitațiilor. Generalul Samoilă Stoica a fost esențial în dezvoltarea și implementarea acestui sistem, contribuind decisiv la crearea unei infrastructuri naționale eficiente pentru protecția agriculturii românești.
Crearea AASNACP, sub conducerea generalului (r) Samoilă Stoica, a fost precedată de un amplu proces de consultare, documentare și sprijin politic, numeroase dosare tehnico-metodologice, rapoarte, scrisori oficiale către conducerea țării, precum și susținerea activă a fermierilor.

## Obiective
Autoritatea pentru Administrarea Sistemului Național Antigrindină și de Creștere a Precipitațiilor (AASNACP) are ca scop principal aplicarea intervențiilor active în atmosferă, în vederea reducerii riscurilor meteorologice și a sprijinirii adaptării sectorului agricol la variabilitatea climatică. Printre obiectivele fundamentale ale instituției se numără:
- Combaterea fenomenelor meteorologice periculoase, în special a căderilor de grindină, prin aplicarea unor metode moderne de intervenție atmosferică;
- Stimularea precipitațiilor în perioadele de secetă, în scopul refacerii rezervei de apă în sol și susținerii culturilor agricole;
- Protejarea agriculturii, infrastructurii și comunităților rurale și urbane împotriva efectelor negative ale fenomenelor atmosferice extreme;
- Monitorizarea intervențiilor atmosferice, evaluarea eficienței acestora și integrarea rezultatelor în politicile naționale privind adaptarea la schimbările climatice.

## Structură
Sistemul Național Antigrindină și de Creștere a Precipitațiilor (SNACP) este organizat într-o rețea de unități teritoriale, denumite Unități de Combatere a Căderilor de Grindină (UCCG), care administrează punctele de comandă și punctele de lansare a rachetelor antigrindină. Aceste unități acoperă zone agricole extinse și vulnerabile, atât la căderi de grindină, cât și la perioade prelungite de secetă.
Activitatea SNACP este coordonată de Autoritatea pentru Administrarea Sistemului Național Antigrindină și de Creștere a Precipitațiilor (AASNACP), o instituție publică aflată în subordinea Ministerului Agriculturii și Dezvoltării Rurale. Conform structurii organizatorice aprobate, instituția funcționează cu un număr total de 61 de posturi (58 funcții publice și 3 funcții contractuale), repartizate între direcții, servicii și compartimente specializate.
Conducerea AASNACP este asigurată de un președinte cu rang de director general și un vicepreședinte cu rang de director general adjunct, numiți prin ordin al ministrului Agriculturii. 
Structura instituției cuprinde următoarele componente principale:
- Compartimente funcționale (Audit Public Intern, Management Resurse Umane și Juridic, Comunicare și Relații Publice, Management ICN, Politici și Strategii);
- Serviciul Economic, Investiții, Achiziții, Patrimoniu și Administrativ, cu subdiviziuni de buget, contabilitate și logistică;
- Direcția Tehnică și Management Operațional, care coordonează activitatea tehnică a unităților din teritoriu;
- Serviciul Management Centre Zonale de Coordonare (CZC), care supervizează următoarele centre:

```
 - CZC Moldova (UCCG Moldova 1 Iași, Moldova 2 Vrancea)
 - CZC Muntenia (UPCCG Prahova, UCCG Oltenia)
 - CZC Transilvania (UCCG Timiș, Mureș, Maramureș)
```

Unitățile de combatere a căderilor de grindină nu au personalitate juridică proprie, dar dispun de infrastructură, puncte de comandă, echipe tehnice și mijloace specifice pentru desfășurarea intervențiilor active în atmosferă. Pe teritoriul României sunt operaționale următoarele unități:
- UPCCG Prahova – cu punct de comandă în Ploiești
- UCCG Moldova 1 – cu punct de comandă în Iași
- UCCG Moldova 2 – cu punct de comandă în Focșani
- UCCG Oltenia – cu punct de comandă în Drăgășani
- UCCG Timiș – cu punct de comandă în Timișoara
- UCCG Mureș – cu punct de comandă în Târgu Mureș
- UCCG Maramureș – în curs de extindere operațională

Harta sistemului național ilustrează atât punctele de comandă deja funcționale, cât și cele aflate în dezvoltare, precum și locațiile punctelor de lansare terestre și a celor destinate testelor aviatice.

## Tehnologii utilizate

### Tehnologia de combatere a grindinei
Autoritatea pentru Administrarea Sistemului Național Antigrindină și de Creștere a Precipitațiilor (AASNACP) implementează o tehnologie avansată de intervenție activă în atmosferă, destinată protejării culturilor agricole, a infrastructurii și a populației împotriva fenomenului distructiv al grindinei.
Metoda utilizată se bazează pe însămânțarea norilor cu iodură de argint (AgI), un compus cu structură cristalină asemănătoare gheții, introdus în masa norilor activi prin intermediul rachetelor antigrindină RAG-96 și RAG-96S, produse de Electromecanica Ploiești. Odată dispersat în interiorul norului, acest agent favorizează formarea unui număr crescut de nuclee glaciogene, ceea ce determină o distribuire mai uniformă a apei suprarăcite pe o multitudine de cristale de gheață de dimensiuni mici. Acest proces reduce probabilitatea formării grindinei mari și contribuie la conversia masei de apă în precipitații lichide sau grindină de mici dimensiuni, cu efecte semnificativ atenuate.
Intervențiile sunt aplicate exclusiv în celulele convective care prezintă un risc ridicat de dezvoltare a fenomenului de grindină. Acestea sunt detectate prin monitorizare radar și analiză meteorologică în timp real, asigurând astfel precizia și eficiența acțiunii.
Întregul proces de operare este realizat în strictă conformitate cu legislația națională și cu reglementările Organizației Meteorologice Mondiale (OMM). Scopul acestor intervenții nu este anularea proceselor naturale, ci moderarea intensității acestora, într-o manieră controlată și științific fundamentată, pentru a proteja comunitățile umane și economiile locale de fenomenele meteorologice severe.
Contrar percepțiilor eronate, studiile internaționale și observațiile de teren indică faptul că intervențiile antigrindină nu reduc cantitatea totală de precipitații, ci pot chiar duce la o creștere estimată între 10% și 15% a precipitațiilor în norii tratați, datorită intensificării proceselor microfizice din interiorul acestora.

### Tehnologia de creștere a precipitațiilor
Pe lângă protecția împotriva fenomenelor meteorologice distructive, AASNACP desfășoară și intervenții active în atmosferă pentru stimularea precipitațiilor, în special în perioadele de secetă hidrologică sau în zonele deficitare din punct de vedere pluviometric.
Metodologia utilizată este bazată tot  pe însămânțarea norilor, dar se orientează preponderent către norii stratiformi sau cei cu o dezvoltare convectivă moderată, pentru a susține și amplifica procesele naturale de condensare și coalescență.
Sunt utilizate două tipuri principale de tehnici:
- Dispersia de iodură de argint (AgI), similar cu metoda de combaterea grindinei, dar în concentrații mai mici;
- Dispersia de săruri higroscopice (precum clorura de sodiu), care favorizează creșterea picăturilor de apă prin atragerea vaporilor disponibili și accelerarea procesului de coalescență.

Aceste operațiuni sunt realizate în mod experimental sau operațional, cu ajutorul rachetelor sol-aer, al aviației ușoare (pentru zboruri de dispersie în interiorul norilor) sau prin generatoare terestre plasate strategic pe teren.
Tehnologia de creștere a precipitațiilor este în continuă dezvoltare, fiind parte a strategiei naționale de adaptare la schimbările climatice și de susținere a agriculturii sustenabile în regiunile afectate de aridizare.

## Rachetele antigrindină
Rachetele antigrindină produse de uzina Electromecanica Ploiești sunt dispozitive special concepute pentru intervenția activă în atmosferă, având ca scop principal limitarea pagubelor cauzate de grindină asupra agriculturii, infrastructurii și bunurilor materiale. Acestea sunt parte integrantă a sistemului național de combatere a grindinei, fiind utilizate în mod operațional de către Autoritatea pentru Administrarea Sistemului Național Antigrindină și de Creștere a Precipitațiilor (AASNACP).
Dispozitivele sunt lansate din puncte de lansare fixate geografic din Instalație de lansare a rachetelor antigrindină, gestionate de personal instruit, conform unor protocoale stricte, pe baza informațiilor radar și a prognozelor meteorologice în timp real. Sunt utilizate două tipuri  de rachete antigrindină:
- RAG-96 – rachetă de raza lungă, utilizată pentru formațiuni noroase situate la o distanță de aproximativ 5 până la 12 km de punctul de lansare[11][12];
- RAG-96s – rachetă de raza scurtă, destinată norilor aflați în apropierea punctului de lansare, la distanțe de până la 5 km.

Ambele modele sunt echipate cu motor cu combustibil solid și un cap de dispersie activă, ce conține substanțe glaciogene precum iodura de argint, eliberate la altitudini cu temperaturi negative în funcție de  condițiile meteorologice și unghiul de lansare.

### Principiu de funcționare
Rachetele antigrindină acționează asupra norilor convectivi cu potențial de grindină, transportând substanța activă în zona superioară a norilor, unde temperatura este cuprinsă între –5 °C și –15 °C – domeniu ideal pentru formarea naturală a nucleelor de grindină. Prin dispersia substanțelor nucleatoare se stimulează formarea unui număr ridicat de cristale mici de gheață, ceea ce:
- reduce energia convectivă a norului;
- diminuează dimensiunea particulelor de gheață;
- favorizează căderea precipitațiilor sub formă de ploaie sau grindină slabă.

Această modificare a microfizicii norului nu elimină complet grindina, dar contribuie semnificativ la reducerea severității fenomenului.

### Caracteristici tehnice generale
- Propulsie: motor cu combustibil solid, neexploziv, pentru siguranță în manipulare;
- Durată de zbor: între 45 și 50 de secunde;
- Altitudine de acțiune: 4-12 km, în funcție de unghiul de lansare;
- Sarcină utilă: 660 de grame de substanță activă;
- Sistem de autodistrugere: activat la altitudine, pentru a preveni riscurile în cazul revenirii la sol;
- Materiale: carcasă rezistente la condiții extreme.

### Siguranță și reglementări
Lansarea rachetelor se efectuează în conformitate cu legislația națională și cu normele Organizației Meteorologice Mondiale. Există restricții clare privind utilizarea:
- Nu se lansează în direcția localităților cu densitate mare (peste 10.000 de locuitori/km²);
- Nu se lansează spre hotarele internaționale, pentru a evita incidente transfrontaliere;
- Activitatea este suspendată temporar în zonele de trafic aerian activ, pentru siguranța zborurilor.

## Utilizarea iodurii de argint în activitățile AASNACP
Rachetele antigrindină utilizate pe teritoriul României,  conțin în compartimentul activ de dispersie aproximativ 660 de grame de compoziție fumigenă, conform fișei tehnice de securitate (MSDS). Procentul de iodură de argint (AgI) din acest amestec este situat între 1,5% și 5%, ceea ce corespunde unei cantități de 23–75 grame de AgI per rachetă. În timpul lansării, această substanță este dispersată uniform în stratul de aer activ din interiorul norului, pe o distanță estimată de aproximativ 5 kilometri. Aceasta înseamnă că, per kilometru de nor, sunt eliberați doar 4,6–15 grame de iodură de argint pe 1 km² – o valoare extrem de redusă.
Evaluările științifice internaționale confirmă că aceste concentrații se situează cu mult sub pragurile de risc ecologic. De exemplu, valoarea maximă admisă a iodurii de argint:
- în aer: 0,01 mg/m³;
- în apă de suprafață: 0,05 mg/l;
- în sol: 2820 mg/kg.

Studiile comparative efectuate în cadrul Organizației Meteorologice Mondiale (OMM) și în literatura științifică de specialitate arată că, chiar și în cazul unui consum maxim anual de rachete, concentrațiile de AgI generate în mediu sunt de ordinul 10² până la 10⁶ ori mai mici decât limitele admise.
Mai mult, evaluări realizate în programe de lungă durată (ex. Sierra Nevada, Spania, Australia) au concluzionat că nu există acumulări periculoase de iodură de argint în sol, apă sau vegetație, iar **impactul asupra albinelor, microflorei, faunei sau sănătății umane este considerat neglijabil**.
Potrivit **Asociației pentru Modificarea Vremii (WMA)**, iodura de argint utilizată în însămânțarea norilor nu prezintă un risc ecotoxic relevant, datorită:
- dozelor mici și dispersiei rapide în atmosferă;
- lipsei de bioacumulare în lanțul trofic;
- solubilității scăzute și comportamentului inert în majoritatea mediilor naturale.

Pe baza acestor rezultate, utilizarea iodurii de argint în cadrul programelor naționale de combatere a grindinei este considerată sigură pentru mediu și populație.

## Limitări tehnologice și restricții operaționale
Aplicarea tehnologiilor de combatere a grindinei este supusă unor limite de ordin tehnic și operațional, care au rolul de a asigura protecția populației și a infrastructurii critice. Printre restricțiile majore se numără interdicția lansării rachetelor în proximitatea granițelor de stat, în apropierea zonelor urbane dens populate sau în vecinătatea unor obiective strategice de interes național.
De asemenea, existența unor sectoare de spațiu aerian restricționat poate limita considerabil libertatea de intervenție, în special în regiunile în care se desfășoară trafic aerian intens. În cazul formațiunilor convective de mari dimensiuni, mai ales al celor de tip supercelular, capacitatea tehnică de lansare poate deveni insuficientă, iar stocul limitat de rachete disponibile în punctele de lansare reduce eficiența protecției extinse.
Condițiile meteorologice instabile contribuie, de asemenea, la diminuarea preciziei intervenției. De exemplu, masele de aer reci din sezonul de primăvară sau variațiile bruște de temperatură în nivelurile medii ale atmosferei pot afecta capacitatea sistemelor radar de a detecta cu acuratețe zonele țintă, ceea ce poate conduce la alegerea inadecvată a unghiului de tragere.
Chiar și în cazurile în care intervenția are loc conform parametrilor standard, există posibilitatea ca particulele de grindină de dimensiuni reduse, rezultate în urma modificării microfizicii norului, să nu se topească complet și să atingă solul sub formă de măzăriche.
În condiții de temperaturi ridicate, caracteristice verii, este necesară lansarea rachetelor la unghiuri foarte abrupte, ceea ce reduce semnificativ raza efectivă de acoperire și poate conduce la apariția unor zone neprotejate (denumite și „găuri” de intervenție) în interiorul ariei vizate.

## Legislație aplicabilă
- Legea nr. 173 din 10 octombrie 2008 privind intervențiile active în atmosferă – Lege adoptată de Parlamentul României care stabilește cadrul legal pentru efectuarea intervențiilor active în atmosferă (inclusiv combaterea căderilor de grindină și stimularea precipitațiilor) și prevede înființarea Administrației Sistemului Național Antigrindină și de Creștere a Precipitațiilor ca autoritate responsabilăelmecph.ro. Publicată în Monitorul Oficial al României, Partea I, nr. 715 din 21 octombrie 2008.
- Hotărârea Guvernului nr. 601/2009 – Act normativ subsecvent legii 173/2008, care completează cadrul legal al intervențiilor active în atmosferă . Prin această hotărâre au fost aprobate normele de punere în aplicare a legii și organizarea activităților de însămânțare a norilor cu iodură de argint la nivel național.
- https://legislatie.just.ro/Public/DetaliiDocument/106644elmecph.roelmecph.ro. Această hotărâre detaliază planul multianual de implementare a sistemului antigrindină (unități de combatere, puncte de lansare, extinderea pe regiuni) și asigură finanțarea etapizată a dezvoltării infrastructurii antigrindină.